# Darko Ðukić
Darko Đukić (serbisch-kyrillisch Дарко Ђукић; * 11. Dezember 1994 in Niš, BR Jugoslawien) ist ein serbischer Handballspieler.

## Karriere

### Verein
Der 1,89 m große rechte Außenspieler lernte das Handballspielen in der Jugend von RK Železničar 1949. In der Saison 2014/15 lief er in Nordmazedonien für HC Metalurg Skopje auf. Mit Beşiktaş Istanbul gewann Đukić in der folgenden Spielzeit die türkische Meisterschaft, den türkischen Pokal und den türkischen Supercup. Daraufhin wechselte er zum polnischen Verein KS Kielce, mit dem er 2017 und 2018 Meisterschaft und Pokal sowie den 2016 den IHF Men’s Super Globe gewann. Von 2018 bis 2020 stand der Linkshänder beim belarussischen Verein Brest GK Meschkow unter Vertrag, mit dem er 2019 und 2020 die Meisterschaft sowie 2020 den Pokal gewann. In der Saison 2020/21 spielte er in Portugal für Sporting Lissabon. Ab 2021 lief er für den nordmazedonischen Erstligisten RK Vardar Skopje auf, mit dem er 2022 Meister, 2022 und 2023 Pokalsieger sowie 2023 Supercupsieger wurde. Seit der Saison 2024/25 steht er beim rumänischen Erstligisten CS Dinamo Bukarest unter Vertrag.

### Nationalmannschaft
In der serbischen A-Nationalmannschaft debütierte Darko Đukić am 22. September 2012 beim 33:31-Sieg gegen Deutschland in Schwerin. Er stand im Aufgebot für die Europameisterschaften 2016 (15. Platz), 2018 (12. Platz) und 2022 (14. Platz). Bisher bestritt er 54 Länderspiele, in denen er 134 Tore erzielte.